# 河村偏蓋螺
河村偏蓋螺（学名：Capulus kawamurai）为偏蓋螺科偏蓋螺屬下的一个种。